# Hamartom
Ein Hamartom ist eine angeborene oder sich später manifestierende Fehlbildung eines körperlichen Gewebes, bei der eine abnorme Zusammensetzung von üblicherweise vorkommenden Gewebestrukturen vorliegt. Als wesentlicher Unterschied zur Neoplasie ist das Wachstum eines Hamartoms nicht autonom, sondern geht mit dem Wachstum des umgebenden Gewebes parallel einher.

## Etymologie
Der Begriff Hamartom ist als ein Lehnwort aus Hamartie oder Hamartia (griechisch ἁμαρτία) gebildet, das in der medizinischen Fachsprache einen örtlichen Gewebedefekt als Folge einer embryonalen Fehlentwicklung des Keimgewebes bezeichnet. Eigentlich stammt das Wort Hamartie aus der Sprache der griechischen Tragödie und dem Neuen Testament, wo es die Bedeutung von nicht treffen, verfehlen, das Ziel verfehlen oder Verfehlung hat.

## Eigenschaften
Hamartie ist zunächst eine Sammelbezeichnung für Gewebeveränderungen, die als Fehlentwicklung mit lokalem Gewebeüberschuss aufgefasst werden. Solche Gewebeveränderungen gelten als gutartig. Im Gegensatz zu herkömmlichen gutartigen Tumoren besitzen sie keine Wachstumsautonomie. In seltenen Fällen kann sich aus einem Hamartom allerdings ein bösartiger Tumor bilden, der Hamartoblastom genannt wird.
Hamartome sind im Keimgewebe entstehende Entwicklungsstörungen, die während der embryonalen Blastogenese zu einer versprengten Lokalisation von Körpergewebe als tumorartige Fehlbildung führen. In der Regel besitzen sie Knorpel-, Binde- oder Fettgewebsanteile. Hamartome können prinzipiell überall auftreten – häufige Lokalisationen sind insbesondere Ovarien, Haut, Leber, Lunge und Gehirn.
Eine Sonderform sind hamartomartige Neubildungen aufgrund einer eventuell Jahrzehnte zurückliegenden fetalen Inklusion einer ehemaligen Zwillingsfrucht: Im überlebenden Zwilling noch erhaltene embryonale pluripotente Stammzellen beginnen sich zu vermehren und lassen relativ hochdifferenzierte Neubildungen wie Milchzähne oder Haare an äußerst untypischer Lokalisation entstehen, wie beispielsweise in der Bauchhöhle oder im Schädel.

## Gewebsspezifisches Vorkommen

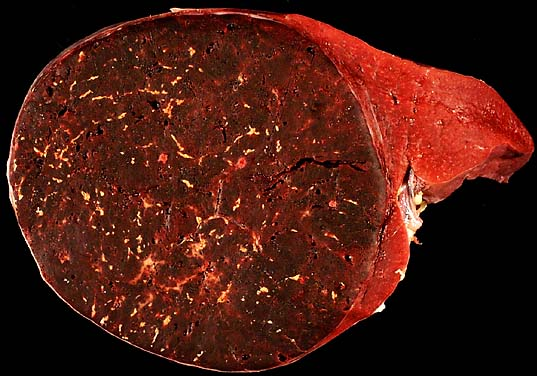
Schnitt durch eine Milz (helles Gewebe rechts) mit Hamartom (dunkles Gewebe links)

### Auge
Im Auge werden Hamartome der Iris als Lisch-Knötchen bezeichnet. Sie werden insbesondere bei der Neurofibromatose beobachtet.

### Gehirn
Ein im Hypothalamus liegendes Hamartom (Hypothalamisches Hamartom) kann epileptische Anfälle auslösen. In manchen Fällen produzieren diese Hamartome das Hormon Gonadoliberin (GnRH, englisch Gonadotropin-Releasing Hormone), welches bei Kindern einen vorzeitigen Beginn der Pubertät (Pubertas praecox)
auslöst.

### Haut
Ein Hamartom der Haut nennt man Nävus (umgangssprachlich auch „Muttermal“). Es gibt sehr viele verschiedene Arten von Nävi, wie z. B. Pigmentnävi oder verruköse Nävi. Ein Nävus kann auch entarten, dann spricht man von einem malignen Melanom.

### Skelett
Hamartome des Knochengewebes heißen Exostosen. In der Lunge auftretenden Hamartome werden als zystisch adenomatoide Malformationen bezeichnet.

### Innere Organe
Hamartome der Leber werden als Von-Meyenburg-Komplexe bezeichnet.

## Multiples Vorkommen
Ein multiples Vorkommen von Hamartomen wird als Hamartose bezeichnet. Ein Synonym ist die Bezeichnung multiples Hamartose-Syndrom, wozu das Cowden-Syndrom gezählt wird. Manchmal treten Hamartome in mehreren Organsystemen auf. Die Erkrankungen, bei denen dies der Fall ist, werden aus historischen Gründen gemäß dem griechischen Wort für Linse (φακός, phakós) und wegen linsenförmiger Veränderungen des Augenhintergrundes bei manchen dieser Erkrankungen Phakomatosen genannt.